# میکویان-گورویچ آی-۳۲۰
میکویان-گورویچ آی-۳۲۰ (به انگلیسی: Mikoyan-Gurevich I-320) یک هواپیمای ساختِ کارخانهٔ میگ در کشور اتحاد جماهیر سوسیالیستی شوروی است. این هواپیما برای نخستین بار در ۱۶ آوریل ۱۹۴۹ میلادی مورد استفاده قرار گرفت.